# Гіресун Ататюрк (стадіон)
«Гіресун Ататюрк» (тур. Giresun Atatürk Stadyumu) — футбольний стадіон у місті Гіресун, Туреччина, домашня арена ФК «Гіресунспор». Стадіон було відкрито у 1941 році.